# Mitrospingidae
Famille
Les Mitrospingidae sont une famille de passereaux constituée de trois genres et de quatre espèces.

## Répartition
Les espèces de la famille des Mitrospingidae se rencontrent en Amérique centrale et en Amérique du Sud.

## Liste des genres
Selon la classification de référence du Congrès ornithologique international (25 mars 2024) :
- genre Lamprospiza Cabanis, 1847 (1 espèce)
- genre Mitrospingus Ridgway, 1898 (2 espèces)
- genre Orthogonys Strickland, 1844 (1 espèce)

## Classification
La famille des Mitrospingidae a été créée en 2013 par Frederick Keith Barker (d), Kevin J. Burns (d), John Klicka (d), Scott M. Lanyon (d) et Irby John Lovette (d),. Son genre type est Mitrospingus.

## Publication originale
- (en) F. Keith Barker, Kevin J. Burns, John Klicka, Scott M. Lanyon et Irby J. Lovette, « Going to extremes: contrasting rates of diversification in a recent radiation of new world passerine birds », Systematic Biology, OUP, vol. 62, no 2,‎ mars 2013, p. 298-320 (ISSN 1063-5157 et 1076-836X, OCLC 34872116, PMID 23229025, DOI 10.1093/SYSBIO/SYS094, lire en ligne).